# Feldbahn der Leeds Corporation Sewage Works
| Leeds Corporation Sewage Works                                  | Leeds Corporation Sewage Works |
| --------------------------------------------------------------- | ------------------------------ |
| Feldbahngleise an der Ruine von Thorpe Stapleton Hall bei Leeds |                                |
| Streckenverlauf 1932                                            |                                |
| Spurweite:                                                      | 600 mm (Schmalspur)            |
|                                                                 |                                |

Die Feldbahn der Leeds Corporation Sewage Works war ein mit Lokomotiven befahrenes Schmalspurbahnnetz der Kläranlage von Leeds in England, das eine mit Decauville-Bahnen kompatible metrische Spurweite von 600 mm hatte.

## Geschichte
Die Leeds Corporation Sewage Works errichteten 1875 eine Kläranlage bei Knostrop und erweiterten diese 1897 durch weitere Absetzbecken. Von 1898 bis 1906 galt das Werk als fortschrittliches Forschungszentrum für Abwasseraufbereitung und -entsorgung.
Die Kläranlage bei Knostrop wurde für einen Trockenwetterabfluss von 120.000 m³/d häuslichen und industriellen Abwassers ausgelegt. Die Abwässer der Kläranlage werden in den River Aire eingeleitet, der bei Trockenwetter einen Durchfluss von 2,55 m³/s hat.
Im Jahr 1908 wurde die Kläranlage erneut erweitert und zunächst auf dem unteren Gelände durch ein ausgedehntes 600-mm-Feldbahn-Netz erschlossen, das später bis ins obere Werksgelände verlängert wurde. Über dieses wurden Klärschlamm und Abfälle aus den Absetzbecken (Papier, Lumpen, Laub usw.) zur Deponie transportiert.

## Lokomotiven
- Die Hunslet, Achsfolge B, Werksnummer 1028 Microbe wurde im Mai 1910 an die Leeds Corporation Sewage Works geliefert und 1922 an die Leeds Sand & Gravel Company verkauft.[3]
- Die Hudswell Clarke, Achsfolge B, Werksnummer 931 Bacillus wurde im Dezember 1910 an die Knostrop Sewage Works geliefert und nach dem Ersten Weltkrieg um 1922 an A. R. Briggs & Co in Leeds für die Newlay Quarry verkauft.
- Zwei gepanzerte Motor Rail 40-PS-Motorlokomotiven Nr. 1 & 2, Werksnummer 1369 Tin Turtle (eiserne Schildkröte, War Department Nr. LR3090, heute beim Moseley Railway Trust) und Werksnummer 1377 (heute bei der Leighton Buzzard Light Railway)[1][4]
- Eine zweiachsige Ruston diesel-mechanische Lokomotive der LBT-Klasse, wurde 1960 geliefert und 1981 an John Craven in Nottinghamshire verkauft[1][5][6]

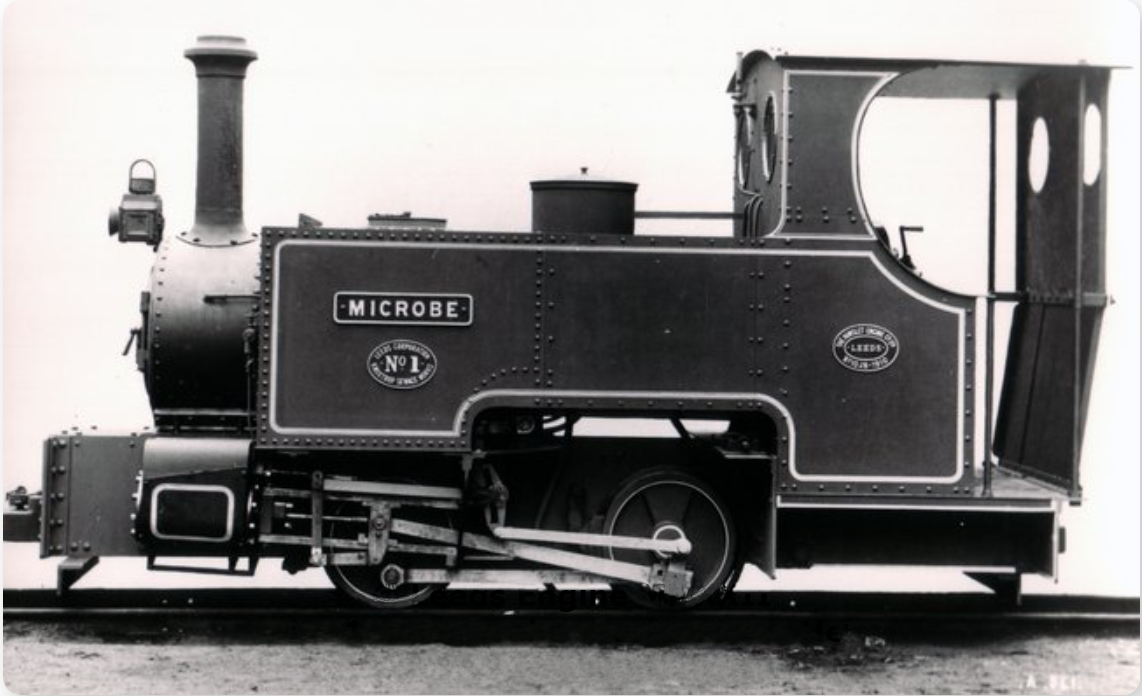
Hunslet Microbe
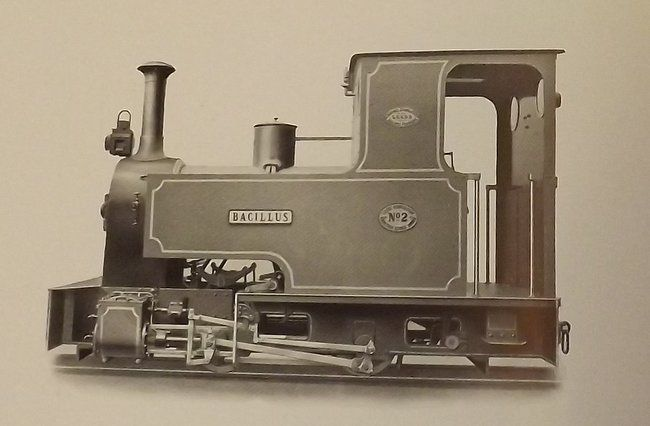
Hudswell Clarke Bacillus
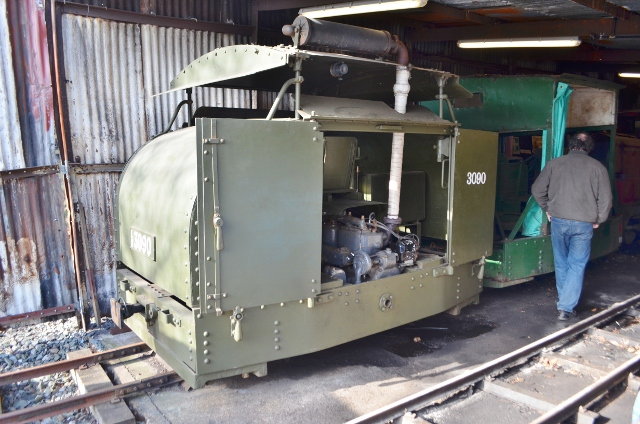
Motorrail Tin Turtle